# Meißenberg
Meißenberg ist ein Ortsteil der Stadt Neunburg vorm Wald im Landkreis Schwandorf in Bayern.

## Geographie
Meißenberg liegt circa sechs Kilometer südöstlich von Neunburg vorm Wald an der Staatsstraße 2040 am Hang des 428 m hohen Schellenberges.

## Geschichte
Der Name Meißenberg (auch: Messenberge, Meizenbach, Maigzenberg) leitet sich vom althochdeutschen Wort mais für Holzschlag ab.
Meißenberg wurde 1136 erstmals urkundlich erwähnt.
1361 hatten Chunrat von Thanstein und sein Bruder Hiltprant Besitz in Meißenberg. Zu Meißenberg im Amt Neunburg ist im Steuerbuch von 1635 ein Hammer verzeichnet, der ziemlich hoch steuerte (22 Gulden, 51 Kreutzer). Es musste sich also um ein größeres Werk gehandelt haben.
Von 1946 bis 1948 waren Meißenberg und Kleinwinklarn zu einer Gemeinde zusammengefasst.
Am 23. März 1913 gehörte Meißenberg zur Pfarrei Neukirchen-Balbini, bestand aus zwölf Häusern und zählte 59 Einwohner.
Am 31. Dezember 1990 hatte Meißenberg 59 Einwohner und gehörte zur Pfarrei Neukirchen-Balbini.